# Ludovico Savioli

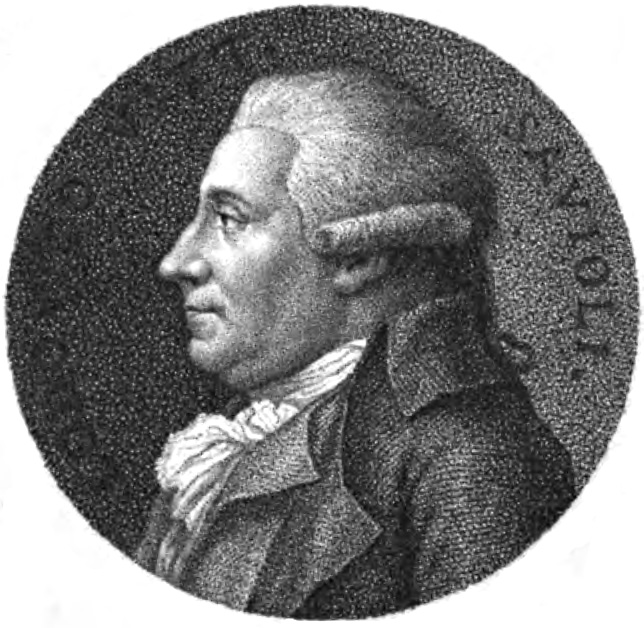
Ludovico Savioli.

Ludovico Savioli, född den 22 augusti 1729 i Bologna, död där den 1 september 1804, var en italiensk skald.
Savioli utgav som professor i diplomatik "Annali bolognesi" (1784). Hans skönlitterära produktion omfattar herdedikten Monte Liceo, tragedin Achille samt den lyriska diktsamlingen Amori, som Carducci värdesatte och i urval meddelade i "Poeti erotici del secolo XVIII". Stella Cillario utgav 1902 Ludovico Savioli, monografia.